# Шохна (приток Волги)
Шохна — река в России, протекает по Заволжскому району Ивановской области. Впадает в Горьковское водохранилище на Волге в 2456 км от её устья по левому берегу. Длина реки составляет 17 км, площадь водосборного бассейна — 94,4 км².
Исток реки находится северо-западнее села Есиплево в 26 км к северо-западу от Кинешмы. Река течёт на юг и юго-восток, протекает деревни Новая Деревня и Собакино. Притоки — Олеменка, Керданка (правые). Впадает в залив Горьковского водохранилища, образованный ею и Локшей у деревни Дмитриевское.

## Данные водного реестра
По данным государственного водного реестра России относится к Верхневолжскому бассейновому округу, водохозяйственный участок реки — Волга от города Кострома до Горьковского гидроузла (Горьковское водохранилище), без реки Унжа, речной подбассейн реки — Волга ниже Рыбинского водохранилища до впадения Оки. Речной бассейн реки — (Верхняя) Волга до Куйбышевского водохранилища (без бассейна Оки).
Код объекта в государственном водном реестре — 08010300412110000013544.